# مصطفى بن التهامي
مصطفى بن أحمد بن التهامي الغريسي (1790-1866م)، شاعر فقيه مناضل، يتنوع شعره موضوعيًا بين المدح، والوصف، والرثاء، والإخوانيات، والتوسل إلى الله بنبيه الكريم، والتعبير عن الرضا والتسليم بالقضاء والقدر. له مطولة في التوسل والتضرع بلغت (522 بيتًا)، التزم فيها توحيد حرف الروي بين الضرب والعروض في كل بيت، وتغييره في البيت الذي يليه. في شعره تأثرٌ بالثقافة العربية التقليدية، والعلوم الشرعية والفقهية، ويميل فيه إلى أسلوب الأنظام العلمية التي كانت شائعة في عصره؛ صياغته تقليدية توفيقية مصنوعة خالية من الانفعال والتصوير. كان والده من علماء الوقت، وتولى الفتوى في وهران في العهد العثماني. ومن تلاميذه محمد العربي المشرفي (أبو حامد).

## النشأة والتعليم
ولد في ولاية معسكر (الجزائر) عام 1790م، وتوفي في دمشق في عام 1866م. عاش في الجزائر وفرنسا وسورية. حفظ القرآن الكريم بمسقط رأسه، ثم أخذ مبادئ الدين واللغة العربية عن والده، وعن نخبة من شيوخ وعلماء بلده، ثم رحل إلى مدينة وهران لاستكمال دراسته بملازمة العلماء والحصول على الإجازات العلمية، وهو النهج المألوف في زمنه. عمل بالتدريس وتحفيظ القرآن الكريم، كما عمل كاتبًا لسر الأمير عبد القادر الجزائري، وواليه على ولاية معسكر، ورئيسًا لديوان الإنشاء، ومعلمًا خاصًا لأبناء الأمير. وفي دمشق عمل بالإفتاء على المذهب المالكي في الجامع الأموي، وبتدريس البلاغة والتفسير، وكانت له مناظرات علمية وفقهية مع العلماء في الشام.
كان صهر الأمير عبدالقادر، وابن عمته، واشترك معه في حرب المقاومة ضد الاستعمار الفرنسي، واستسلم معه، وشاركه سجنه في فرنسا (1848 - 1852)، ورحل معه إلى دمشق منفيًا.

## الإنتاج الشعري
له قصائد في كتابه بعنوان: «سيرة الأمير عبد القادر وجهاده» (تحقيق وتقديم يحيى بوعزيز) - دار الغرب الإسلامي - بيروت 1995،
وقصائد في كتاب «تاريخ الجزائر الثقافي»، وله ديوان مخطوط.

## الأعمال الأخرى
له مؤلفات، منها: «سيرة الأمير عبد القادر وجهاده».